# Alexikreuz
Das Alexikreuz (russisch Алексиевский крест / Alexijewski krest, wiss. Transliteration Aleksievskij krest) ist eines der berühmtesten Kreuze des Nowgoroder Typs. Es stammt aus dem 14. Jahrhundert und ist ein steinernes, mit Intarsien versehenes, gewölbtes Kreuz, das der Nowgoroder Erzbischof Alexi (russisch Алексий, daher der Name) an der Westwand der Sophienkathedrale in Nowgorod errichten ließ. 

Darstellung eines Nowgoroder Kreuzes (russisch Новгородский крест)

Es stammt vermutlich aus der Zeit nach 1380 und gilt als Denkmal zu Ehren der Schlacht auf dem Kulikowo Pole. Der untere Teil des Kreuzes ging während des Großen Vaterländischen Krieges (1941–1945) verloren und wurde in den 1950er und 1960er Jahren in Gips restauriert.